# Liptowska Sielnica
Liptowska Sielnica (słow. Liptovská Sielnica) – wieś (obec) w północnej Słowacji, w powiecie Liptowski Mikułasz, w kraju żylińskim. Pierwsza pisemna wzmianka o miejscowości pochodzi z 1256 roku.

## Położenie
Znajduje się w historyczno-etnograficznym regionie Liptów. Pod względem geograficznym miejscowość położona jest na średniej wysokości 574 m n.p.m. w Kotlinie Liptowskiej, nad dolną częścią potoku Kwaczanka.

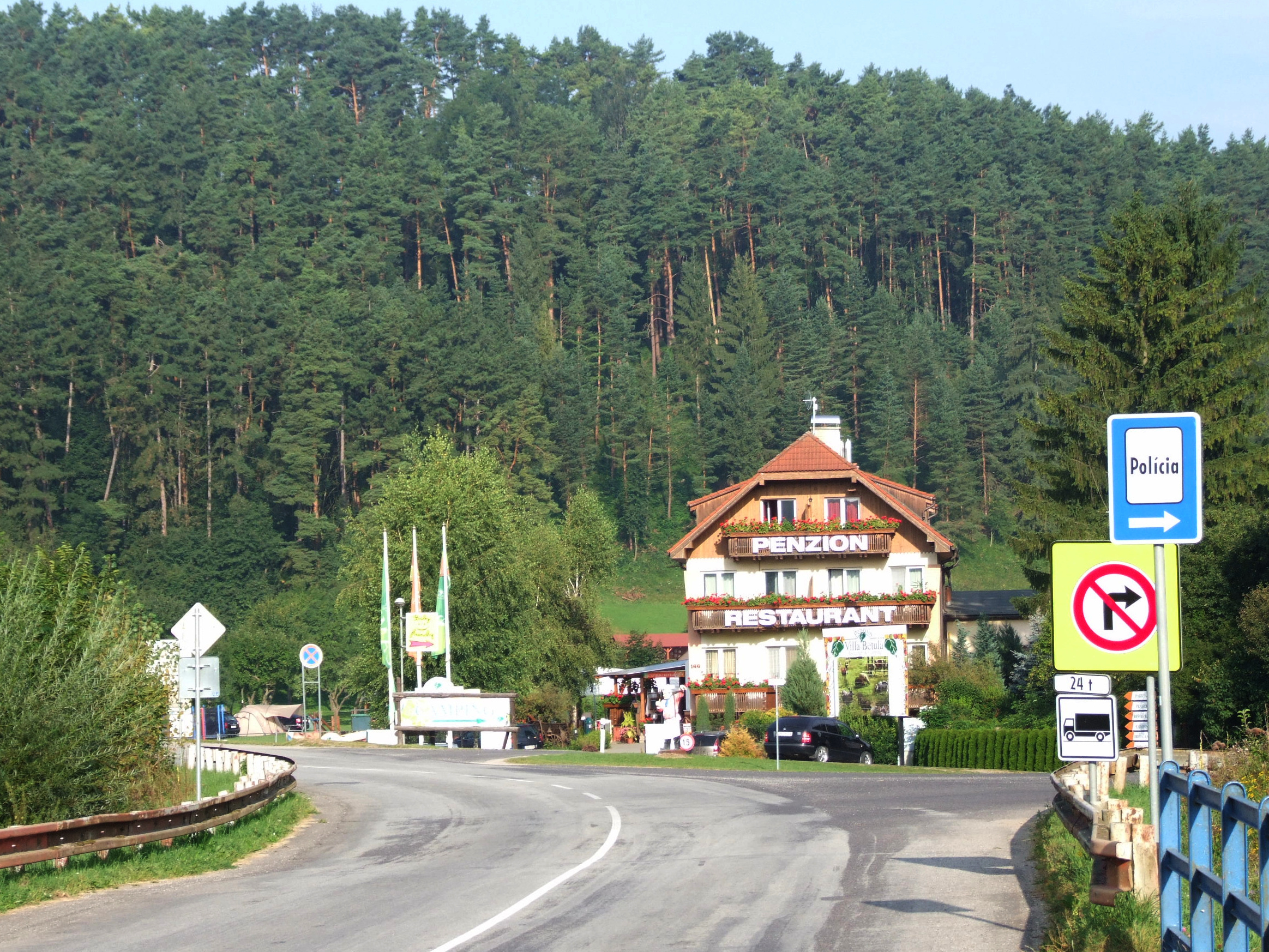
Hotel i kemping w Liptowskiej Sielnicy

## Turystyka
Miejscowość jest bazą dla wczasowiczów odpoczywających nad Jeziorem Liptowskim. Znajduje się tutaj baza wodna i wypożyczalnia sprzętu wodnego. Jest też bazą wypadową do uprawiania turystyki pieszej i rowerowej w pobliskich Górach Choczańskich; znajduje się pomiędzy popularnymi wśród turystów Doliną Prosiecką i Doliną Kwaczańską. W miejscowości jest hotel, restauracja, pole namiotowe i wiele kwater prywatnych. 